# 国際赤十字赤新月社連盟
国際赤十字赤新月社連盟（こくさいせきじゅうじ せきしんげつしゃ れんめい、英: International Federation of Red Cross and Red Crescent Societies、仏: Fédération internationale des Sociétés de la Croix-Rouge et du Croissant-Rouge, IFRC）は、各国赤十字社（152か国）、赤新月社（33か国）及びマーゲン・ダビド公社（赤盾社）の連絡調整を目的とする世界最大の人道主義団体。
スイスのジュネーヴの本部と世界中をカバーする14地域事務所を有し、63か国に代表を設置している。

## 概要
連盟の主要目的は非紛争地域における各国赤十字活動の支援や新赤十字設立支援である。
紛争地域における活動を使命とする赤十字国際委員会（ICRC, International Committee of the Red Cross）とは別の組織。

## 沿革
旧称・赤十字赤新月社連盟（仏: Ligue des Société de la Croix-Rouge et du Croissant-Rouge、「国際」の文字は入らない）。
- 1919年（大正8年） - アメリカ合衆国、イギリス、フランス、イタリア、日本の5カ国代表により赤十字社連盟としてパリに設立。
- 1939年 - 第二次世界大戦勃発により中立国スイスのジュネーヴに移転。
- 1948年 - 世界赤十字デーを創設。
- 1963年 - 赤十字国際委員会とともにノーベル平和賞を受賞。
- 1983年 - 赤十字赤新月社連盟に改称。
- 1991年 - 国際赤十字赤新月社連盟に改称。
- 2009年（平成21年） - 近衞忠煇が会長に選出され2期8年間務めた[3]。

## 地域事務所
- 中央アフリカ地域事務所 - ヤウンデ（ カメルーン）
- 東アフリカ地域事務所 - ナイロビ（ ケニア）
- 南アフリカ地域事務所 - ハラレ（ ジンバブエ）
- 西アフリカ地域事務所 - ダカール（ セネガル）
- カリブ海地域事務所 - サントドミンゴ（ ドミニカ共和国）
- 中央アメリカ地域事務所 -  パナマ
- 南アメリカ地域事務所 - リマ（ ペルー）
- 東アジア地域事務所 - 北京（ 中華人民共和国）
- 太平洋地域事務所 - ハヴァ（ フィジー）
- 南アジア地域事務所 - ニューデリー（ インド）
- 東南アジア地域事務所 - バンコク（ タイ）
- 中南欧地域事務所 - ブダペスト（ ハンガリー）
- 中央アジア地域事務所 - アルマトイ（ カザフスタン）
- 中東地域事務所 - アンマン（ ヨルダン）